# Mabel Dodge Luhan

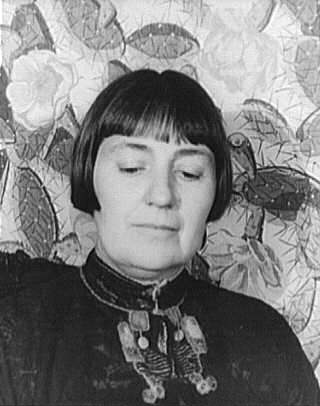
Mabel Dodge Luhan
fotografiert von Carl Van Vechten, 1934

Mabel Evans Dodge Sterne Luhan geborene Mabel Ganson (* 26. Februar 1879 in Buffalo, New York; † 13. August 1962 in Taos, New Mexico) war eine wohlhabende US-amerikanische Gesellschaftsgröße, Kunstmäzenin und Schriftstellerin. Luhan wird vornehmlich mit der von ihr gegründeten Künstlerkolonie in Taos in Verbindung gebracht.

## Leben und Wirken

### Frühe Jahre
Mabel Ganson war die einzige Tochter von Charles und Sara (Cook) Ganson. Die Gansons waren eine reiche Familie aus Buffalo, beide Großelternteile hatten ihr Vermögen mit Bankgeschäften gemacht. Mabels Vater war ein Anwalt, der zu schwankenden Gemütszuständen, krankhafter Eifersucht und gewalttätigen Wutausbrüchen neigte. Seine Disposition zur Nervenschwäche machte es ihm unmöglich, seinen Anwaltsberuf noch sonst eine Tätigkeit auszuüben. Oft schrie er seine Ehefrau an, oder saß stundenlang untätig in seinem Studierzimmer. Mabel Ganson verbrachte eine lieblose Kindheit: Die ganze Zuneigung des Vaters galt seinen Hunden, aber nicht der Tochter. „Für ihn war ich etwas, das manchmal Geräusche im Haus machte und dem man sagte, dass es aus dem Weg gehen solle“, erinnerte sie sich. Ihre Mutter Sara war stark und bestimmt, aber kaltherzig und ich-bezogen. Gelangweilt von der endlosen Routine des viktorianischen Gesellschaftslebens und auf der ständigen Suche nach einem Ventil für ihre überschüssige Energie wurde Sara Ganson ihrem Ehemann und dem Kind gegenüber schließlich gleichgültig. Mabel Gansons Bedürfnis nach emotionalem und intellektuellem Halt wurden weder in der konventionellen Erziehung an der Saint Margaret School of Girls noch an der Miss Graham’s School in New York befriedigt. Schließlich wurde sie von ihren Eltern auf das gesellschaftliche Leben der amerikanischen Oberschicht vorbereitet und zu einer adretten, charmanten und folgsamen jungen Ehefrau erzogen.
1900, im Alter von 21 Jahren heiratete sie Carl Evans, den Sohn einer gutsituierten Reeder-Familie. Seine Interesse an Mabel beschränkte sich darauf, mit einer Frau seiner Gesellschaftsschicht liiert zu sein. Der Ehe entstammte zwei Jahre später ein Sohn, dem die junge Mutter die gleiche Lieblosigkeit entgegenbrachte, die sie selbst in der Kindheit erfahren hatte. Kurz nach der Geburt des Kindes starb Carl Evans bei einem Jagdunfall, und Mabel erlitt ihren ersten von vielen weiteren Nervenzusammenbrüchen, weshalb sie 1904 von ihrer Familie zu einem Genesungsurlaub nach Europa geschickt wurde. Auf ihrer Reise lernte sie Edwin Dodge, einen wohlhabenden Architekturstudenten aus Boston, kennen und lieben. Die beiden heirateten in Paris und zogen 1905 nach Florenz.

### „Villa Curonia“ in Florenz
Von 1905 bis 1912 lebten die beiden in der Villa Curonia bei Florenz, einem großen palazzoartigen Anwesen aus der Medici-Zeit. Bald gelangweilt und deprimiert von einem weiteren lieblosen Eheleben, gab sich Mabel Dodge den schönen Künsten und sich selbst hin und verwandelte die Villa mit viel Geld, Energie und Kreativität in ein renaissancistisches Gesamtkunstwerk. Die eloquente Amerikanerin galt schnell als Salonlöwin von Florenz, die es verstand, berühmte, einflussreiche, schillernde und vermögende Gäste der internationalen Hautevolee an ihrem Tisch zu versammeln. So zählten beispielsweise Gertrude Stein, deren älterer Bruder Leo, Alice B. Toklas, der französische Romancier André Gide, der Maler Jacques-Émile Blanche oder die italienische Theaterschauspielerin Eleonora Duse wie auch ein indischer Swami zu ihren Gästen. Die meist in Renaissance-Kostümen gewandete Mabel Dodge gefiel sich in der Rolle der Muse, die, unfähig oder unwillig etwas eigenes zu kreieren, wenigstens ihren Gäste als Inspirationsquelle diente.
Mabel Dodge führte in diesen jungen Jahren ein aktives bisexuelles und promiskes Liebesleben. Ihre zahlreichen Affären mit jungen Frauen schilderte sie in ihrer 1933 vorgelegten Autobiografie Intimate Memories. Eine unglückliche Liebschaft mit ihrem Chauffeur führte zu zwei Suizidversuchen: Beim ersten Mal aß sie Feigen mit Glasscherben, den zweiten Versuch unternahm sie mit Laudanum.

### New Yorker Salon im Greenwich Village

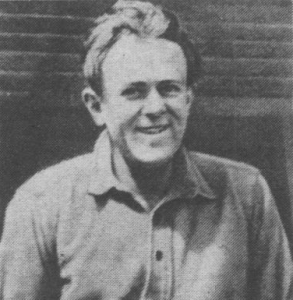
Mit dem Journalisten John „Jack“ Reed hatte Mabel Dodge Luhan eine langjährige Liebesbeziehung

Gelangweilt von ihrem Leben in Florenz und stark beeinflusst von Gertrude und Leo Steins Philosophie, dass das Individuum die durch Vererbung und Umwelt bedingten negativen Auswirkungen überwinden und sich selbst neu erschaffen könne, kehrte Mabel Dodge 1912 zurück nach New York. Von ihrem Ehemann Edwin hatte sie sich längst zurückgezogen – die Ehe wurde 1916 geschieden. Sie bezog ein eigenes Appartement in der 23 Fifth Avenue im Greenwich Village, wo sie bald einen literarischen Salon einrichtete, den sie wöchentlich an einem Abend öffnete. Zu diesen Evenings gesellten sich bald die unterschiedlichsten Bohemiens, Intellektuellen und Sozialreformer der avantgardistischen Gegenkultur, wie der homosexuelle Maler Charles Demuth, die anarchistischen Frauenrechtlerinnen Emma Goldman und Margaret Sanger, der radikale Gewerkschaftsboss „Big Bill“ Haywood, die kommunistischen Journalisten John Silas „Jack“ Reed und Lincoln Steffens, der rechte Autor Walter Lippmann sowie der Fotograf und Schriftsteller Carl van Vechten. Van Vechten gestaltete nach Mable Dodges Vorbild die Figur der „Edith Dale“ in seinem Roman Peter Whiffle.
Über drei Jahre bot Mabel Dodge den Movers and Shakers, den Personen, die in der amerikanischen Literaturlandschaft etwas bewegten und die vornehmlich bourgeoisen Werten wie dem Kapitalismus kritisch bis revolutionär gegenüberstanden, ein Forum. Der Salon wurde zu einem Herzstück der Avantgarde von Greenwich Village. Mabel Dodge, die ein intuitives Gespür besaß, polarisierende Gäste in ihrem Zirkel zu versammeln, etablierte sich als generöse Mittlerin, Mäzenin und „Herrin“ der geistigen Größen ihres Zeitalters. In der festen Überzeugung, Amerika von den Beschränkungen der viktorianischen Vergangenheit befreien zu müssen, unterstützte sie spendabel verschiedene feministisch-emanzipatorische Bewegungen wie beispielsweise die Women’ Peace Party, die Women’s Birth Control League oder den Heterodoxy Club.
Im Februar 1913 war Mabel Dodge an der Ausrichtung der wegweisenden Kunstausstellung Armory Show beteiligt. Zu diesem Anlass veröffentlichte sie das Pamphlet Portrait of Mabel Dodge at the Villa Curonia von Gertrude Stein und verteilte es während der Ausstellung, was ihr die Aufmerksamkeit des Publikums einbrachte. Außerdem unterstützte sie im selben Monat die streikenden Textilarbeiter von New Jersey beim Paterson Silk Pageant, einem Festumzug, der im Madison Square Garden stattfand und an dem zahlreiche Künstler des Greenwich Village teilnahmen.
Zusätzlich zu ihren Salon-Aktivitäten begann Mabel Dodge als Essayistin Kolumnen für verschiedene Publikationen des Hearst-Konzerns zu schreiben. Bevorzugt befasste sie sich darin in Eigenreflexion mit Sigmund Freuds Erkenntnissen zur Psychoanalyse und mit Virginia Woolf.
Trotz ihrer Selbstständigkeit und ihrer offen gelebten freien Liebe konnte sie sich nicht von dem, von Kindheit an indoktrinierten Glauben befreien, dass Frauen sich über Männer definieren müssen um etwas zu erreichen; sie erkannte die gewaltige Kluft zwischen dem emanzipierten Bild, das sie nach außen projizierte und der Tatsache, dass sie emotional und intellektuell von Männern abhängig war.
Ende Juni 1913 reiste Mabel Dodge in Begleitung des radikalen Journalisten John „Jack“ Reed nach Europa. Während der Reise verliebten sich die beiden ineinander. In Paris trafen sie mit Gertrude Stein und Pablo Picasso zusammen. Gemeinsam reisten sie weiter zur Villa Curonia, wo sich Arthur Rubinstein hinzugesellte. Die erste Zeit dort verlief recht glücklich für Mabel Dodge und Jack Reed, aber die Spannung zwischen den beiden wuchs, weil er zunehmend mit dem isolierten Leben im Wohlstand nicht zurechtkam, was sie als Zurückweisung auffasste. Im September 1913 kehrten die beiden nach New York zurück und Jack Reed zog zu Mabel Dodge an die Fifth Avenue.

### Provincetown

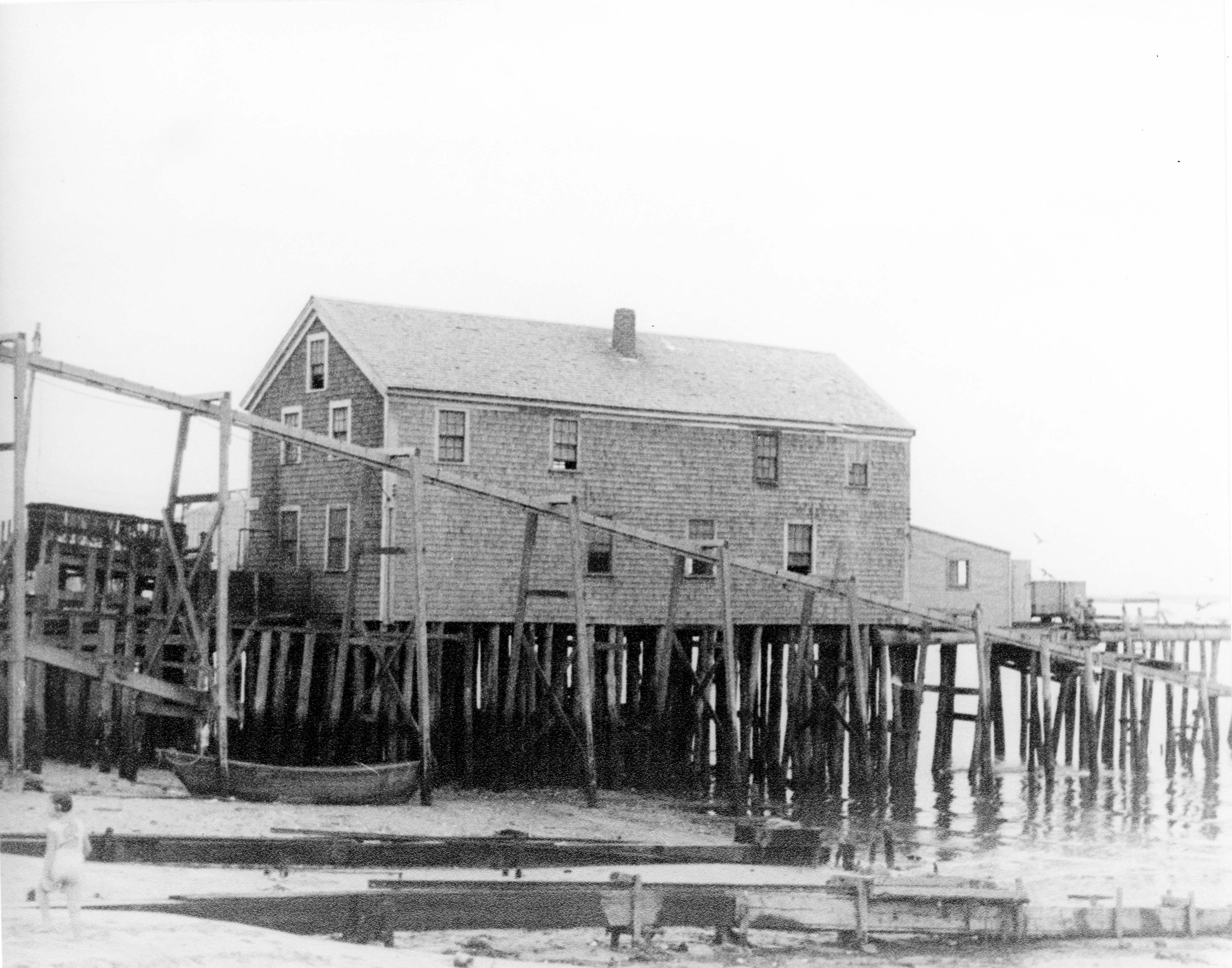
Carl van Vechten: Das Pier-Theater der Provincetown Players

Während eines Campingurlaubs in den Dünen von Provincetown/Cape Cod, Massachusetts wurde die Spannung zwischen den beiden unerträglich und Jack Reed verließ Mabel Dodge im November des Jahres. Später folgte sie ihm bis nach El Paso in Texas, wo dieser über die Mexikanische Revolution berichtete und seinen Ruf als Journalist festigte.
Die Jahre von 1914 bis 1916 waren der Beginn einer bis in die Gegenwart anhaltenden Verbundenheit der New Yorker Bohème, Intellektuellen und Künstler mit Provincetown. 1915 kehrte Mabel Dodge mit ihrer neuesten Entdeckung, dem Maler Maurice Sterne, dorthin zurück.
In Princetown schloss sich Jack Reed der linkspolitischen Theatergruppe Provincetown Players an und zwischen Mabel Dodge und der Theater-Mitbegründerin Mary Heaton Vorse, einer Politaktivistin und Suffragette, entstand eine Rivalität.
Im Januar 1916 machte ihr Jack Reed einen Heiratsantrag, doch sie lehnte ab. Das Ende der aufreibenden Beziehung stellten ein weiterer Suizidversuch Mabel Dodge und ihr Weggang von New York.

### Taos

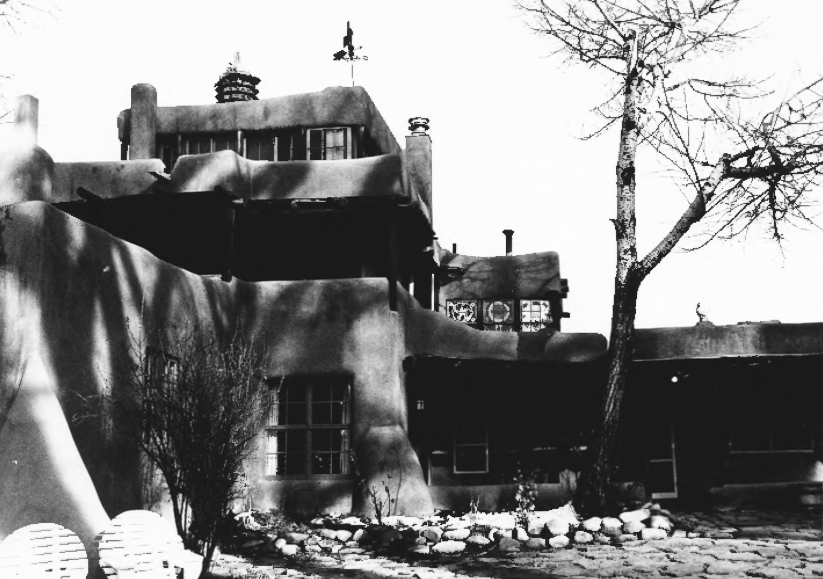
Das Mabel Dodge Luhan House in Taos, Fotografie aus dem Jahr 1990

Maurice Sterne wurde 1916 ihr dritter Ehemann. Im Jahr 1918 zogen sie zusammen mit der Anthropologin Elsie Clews Parsons nach Taos, in New Mexico, um eine Künstlerkolonie zu gründen. Auf Anraten von Antonio „Tony“ Luhan, einem Pueblo-Indianer, der 1923 Mabels vierter und letzter Ehemann werden sollte, kaufte sie 12 Acre Land. Die Ehe mit Maurice Sterne währte nicht lange: Tony Luhan hatte ein Tipi vor Mabels Haus errichtet und begann jede Nacht zu trommeln, bis sie ihn endlich erhörte und zu ihm kam. Der gehörnte Maurice besorgte sich eine Schrotflinte, um Tony vom Anwesen zu vertreiben, doch er konnte mit der Schusswaffe nicht umgehen, also beschimpfte er Mabel, bis die ihn schließlich fortjagte. Bis zur Scheidung vier Jahre später unterstützte sie Maurice Sterne noch mit monatlichen Zuwendungen.
1922 folgte der Schriftsteller D. H. Lawrence zusammen mit seiner Frau Frieda (von Richthofen) einer Einladung von Mabel Dodge Sterne. Er hatte bald eine Liebschaft mit seiner Gastgeberin, über die er in einer seiner Erzählungen schreiben sollte. Mabel Dodge Sterne veröffentlichte ihre Erinnerungen an diesen Besuch später in dem autobiografischen Werk Lorenzo in Taos (1932). Ab den 1930er Jahren machte sie sich daran, ihre Eindrücke, Erlebnisse und Gedanken in vier Bänden niederzuschreiben – so in ihrer Autobiografie Intimate Memories (1933) und in dem Buch Winter in Taos (1935). Außerdem entstanden zahlreiche unveröffentlichte Schriften, die sich heute größtenteils im Besitz der Yale University befinden.
Mabel Dodge Luhan starb 1962 in ihrem Haus in Taos. Sie wurde auf dem Kit Carson Cemetery in Taos beigesetzt.

## Bedeutung und Nachwirkungen

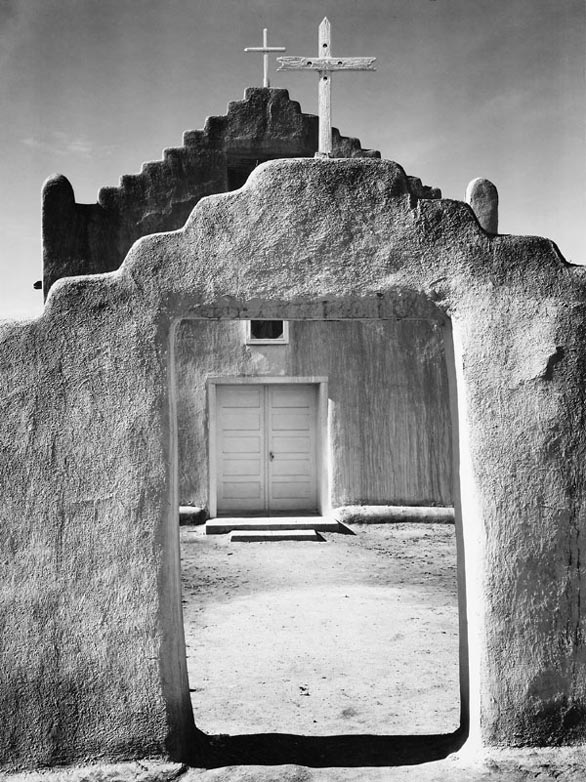
Ansel Adams: Church, Taos Pueblo, 1942

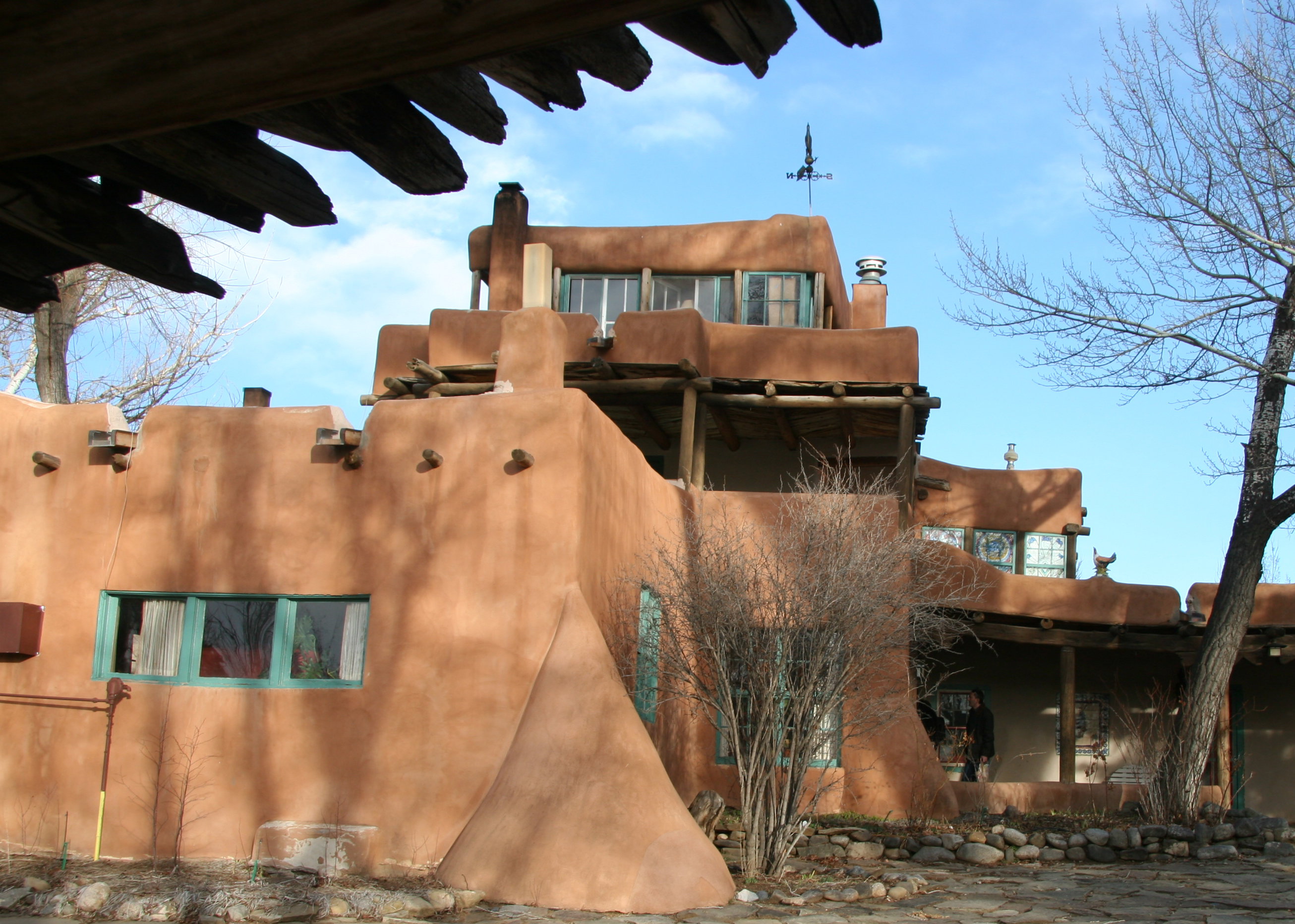
Das Mabel Dodge Luhan House als Inn heute

Verdeckt durch ihr turbulentes Gesellschaftsleben wurde die Bedeutung Mabel Dodge Luhans für die US-amerikanische Kulturgeschichte lange Zeit unterschätzt. Mit ihrer Künstlerkolonie schlug Luhan eine Brücke zwischen der künstlerischen Avantgarde der zivilisierten Moderne und den Kulturen der amerikanischen Natives, der Ureinwohner. Mit der Vision einer Integration der angloamerikanischen, indianischen und hispanischen Kulturen wollte sie ein „Zentrum der spirituellen Moderne“ schaffen. Zu diesem mutmaßlich altruistischen Zweck versammelte sie unter anderem zahlreiche namhafte Autoren wie D.H. Lawrence, Mary Hunter Austin, Willa Cather und Thornton Wilder; bildende Künstler wie Andrew Dasburg, Marsden Hartley, John Marin und Georgia O’Keeffe oder den Landschaftsfotografen Ansel Adams um sich. Die Idealisierung des Primitivismus durch eine reiche weiße Angloamerikanerin rief allerdings auch kritische Stimmen hervor.

### DasMabel Dodge Luhan House
Das Mabel Dodge Luhan House ist ein Lokalkolorit von Taos. Es wird heute als historisches Inn und als Tagungsort für zahlreiche kulturelle Workshops genutzt. Das Anwesen gehört zu den National Historic Landmarks der USA. Dennis Hopper hat 1968 Taos für mehrere Szenen in Easy Rider ausgewählt, kaufte später das Haus, lebte dort lange Jahre, und wurde 2010 in Taos beerdigt. Die Autorin Natalie Goldberg gibt in dem Haus häufig Schreibseminare.

## Schriften (Auswahl)
- 1932: Lorenzo in Taos. Nachdruck: Sunstone Press, 2007, ISBN  978-0-86534-594-2.
- 1933: Intimate Memories. Nachdruck: West Richard, 1985, ISBN 0-8492-1638-9.
- 1935: Winter in Taos.  Nachdruck: Sunstone Press, 2007, ISBN 978-0-86534-593-5.
- 1937: Edge of Taos Desert: An Escape to Reality. New York; Nachdruck: University of New Mexico Press, Albuquerque 1997, ISBN 0-8263-0971-2.
- 1947: Taos and its artists. Duell, Sloan and Pearce.